# Vänsteroppositionen
Vänsteroppositionen var en falang inom det ryska bolsjevikpartiet under Vladimir Lenins sjukdomstid (1923) och efter hans död (1924). Vänsteroppositionen kämpade mot den byråkratisering av partiet som de ansåg hotade den interna demokratin och en demokratisk utveckling baserad på sovjetmakt. Lev Trotskij var en informell ledare för falangen. Deras motståndare var det så kallad triumviratet bestående av Kominterns ordförande Grigorij Zinovjev, partiets generalsekreterare Josef Stalin och politbyråns ordförande Lev Kamenev.